# Rachel Mohlin
Rakel Maria Elisabeth Mohlin (født 29. maj 1973) er en svensk skuespillerinde. Hun har haft mange forskellige roller i både drama- og komedieserier, såsom Kvarteret Skatan, der blev sendt på SVT fra 2003 til 2006.
I 2015 blev Mohlin nomineret til Kristallen for bedste skuespillerinde i tv-serien Partaj.

## Udvalgt filmografi
- Vänner och fiender (tv-serie, 1996-2000)
- C/o Segemyhr (tv-serie, 1999)
- Flamingo (kortfilm, 2003)
- Kvarteret Skatan (tv-serie, 2003-2006)
- Små mirakler og store (2006)
- LasseMajas detektivbyrå (tv-serie, 2006)
- Rosa: The Movie (2007)
- Mor Muh og Krage (animationsfilm, 2008)
- LasseMajas detektivbureau - Kamæleonens hævn (2008)
- Kvarteret Skatan rejser til Laholm (2012)
- Partaj (tv-serie, 2012-2015)
- LasseMajas detektivbureau: Skygger over Vestervomstrup (2014)
- Welcome to Sweden (tv-serie, 2015)
- Så mycket roligare (tv-serie, 2017-2018)
- Helt perfekt (tv-serie, 2018)
- Mor Muh vender hjem (animationsfilm, 2021)
- Kvarteret Skatan 20 år (tv-serie, 2021)
- Bamse og Vulkanøen (animationsfilm, 2021)
- Til solen står op (2021)
- Clark (tv-serie, 2022)
- Hvem er du, Mor Muh? (animationsfilm, 2023)
- Bamse og verdens mindste eventyr (animationsfilm, 2023)
- Bamse och havets hemlighet (animationsfilm, 2025)